# Fernsehübertragung der Mondlandung 1969
Die Fernsehübertragung der Mondlandung 1969 war ein Medienereignis, das von geschätzt 500 bis 600 Millionen Menschen weltweit an den TV-Bildschirmen verfolgt wurde. 50 Prozent aller Fernsehsender waren zugeschaltet. Mit der Liveübertragung im Fernsehen am 20./21. Juli, als die Mondlandefähre Eagle von Apollo 11 auf dem Mond landete und Neil Armstrong als erster Mensch auf dem Mond spazierte, wurden zu diesem Zeitpunkt in der westlichen Welt viele Zuschauerrekorde gebrochen sowie in zahlreichen Ländern Rekorde für die längste Liveübertragung aufgestellt.

## Kamera

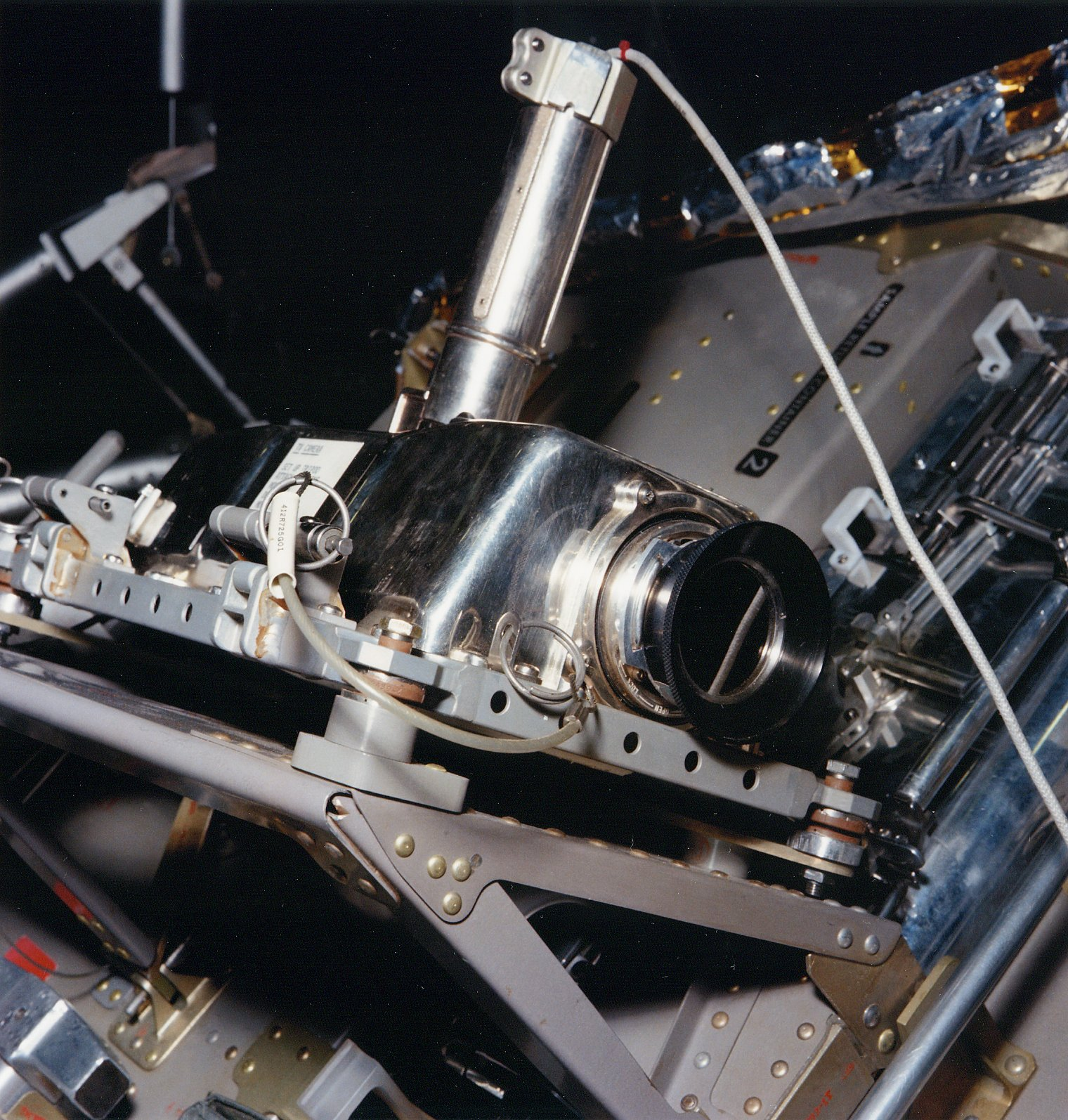
Die Kamera kopfüber montiert an der Mondfähre Eagle bei Apollo 11

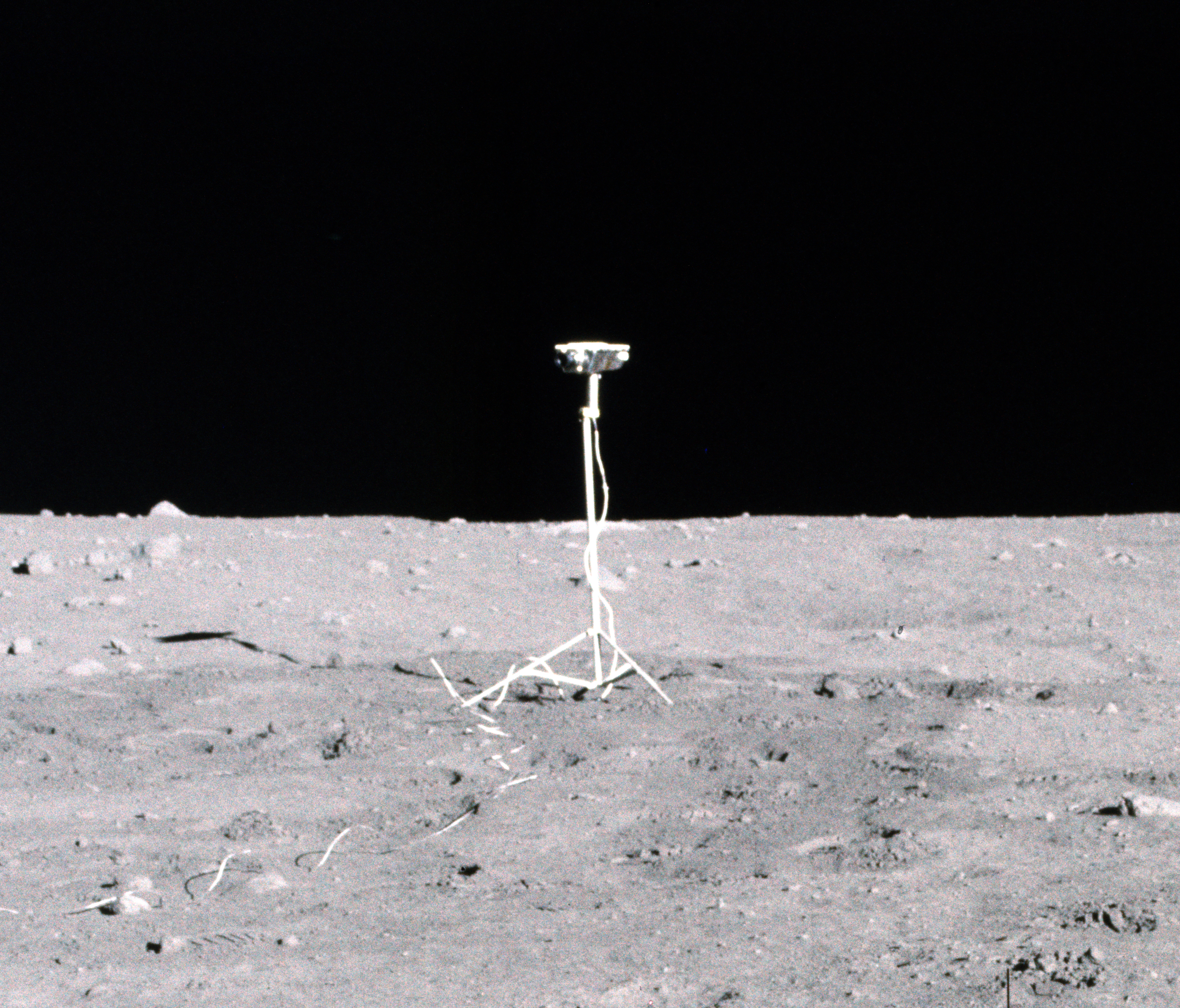
Die Kamera auf der Mondoberfläche bei Apollo 11

1964 bekam die Westinghouse Electric Corporation von der NASA den Auftrag, eine Fernsehkamera zu entwerfen und zu bauen, die auf dem Mond, bei Temperaturen zwischen minus 230 Grad Celsius und plus 120 Grad Celsius, funktioniert. Stanley Lebar war nach fünf Jahren der Leiter eines Teams bestehend aus 75 Technikern und Ingenieuren und über 300 Herstellern. Das Ergebnis war eine Schwarzweiß-Kamera, die bei Apollo 9 im Erd-Orbit getestet wurde und die dann die ersten Schritte von Neil Armstrong auf dem Mond übertrug.
Die Westinghouse Apollo Lunar Television Camera hatte folgende technische Daten:
- Auflösung: 250 Zeilen (bei 10 Bildern pro Sekunde) / 500 Zeilen (bei 0,625 Bildern pro Sekunde)
- Schwarz-Weiß
- Bandbreite: 4 Hz bis 500 kHz
- Übertragung: FM-Signal über Kabel
- Größe: 280 mm × 150 mm × 76 mm
- Gewicht: 3,29 kg
- Leistungsbedarf: 6,25 Watt
- Objektive: Vier wechselbare Objektive: „Tele“, „Weitwinkel“, „Mond-Tag“ und „Mond-Nacht“

Die Kamera war an der Mondfähre in einem von außen zugänglichen Ausrüstungsfach rechts von der Leiter angebracht. Als Armstrong ausstieg, öffnete er dessen Abdeckung mit einem Seilzug, Aldrin schaltete die Kamera vom Inneren der Mondfähre ein, so dass übertragen werden konnte, wie die beiden Astronauten nacheinander die Leiter der Mondfähre hinabstiegen. Innerhalb des Fachs war die Kamera aus Platzgründen kopfüber montiert, so dass das Bild auf der Erde gedreht werden musste. Nachdem die beiden Astronauten auf der Mondoberfläche waren, setzte Armstrong den Apparat etwa 10 m entfernt auf ein Stativ, so dass weitere Aktivitäten erfasst werden konnten.
Die TV-Kamera verblieb auf dem Mond. Weitere Kameras an Bord kehrten auf die Erde zurück.

## Signalübertragung
Die Kamera war mit der Mondfähre durch ein 30 m langes Kabel verbunden. Das Fernsehsignal wurde mit Telemetrie-Daten, biomedizinischen Daten und dem Sprechfunk gemischt und über eine S-Band-Parabolantenne mit 66 cm Durchmesser an der Spitze der Mondfähre direkt zur Erde übertragen. Die Sendefrequenz betrug 2282,5 MHz.

### Empfangsstationen
Ursprünglich war zwischen Landung und Ausstieg eine mehrstündige Ruhepause geplant, die jedoch auf Anfrage der Astronauten gestrichen wurde. Als Aldrin die Fernseh-Kamera einschaltete und das TV-Signal zur Erde gesendet wurde, waren drei Stationen auf Empfang: Goldstone in Kalifornien, sowie Parkes und Honeysuckle Creek in Australien.
| \| Goldstone \|               |
| Lage von Goldstone in den USA |
| Goldstone                     |

#### Goldstone
35° 25′ 36″ N, 116° 53′ 24″ W
Die Empfangsstation in Goldstone hatte eine Parabolantenne mit einem Durchmesser von 64 m im Einsatz. Nachdem die Telemetriedaten aus dem Empfangssignal ausgefiltert worden waren, wurde das TV-Signal in den amerikanischen NTSC-Standard konvertiert. Dazu wurde das Originalsignal mit 10 Bildern pro Sekunde und 250 Zeilen pro Bild auf einen Schwarzweiß-Monitor gegeben. Eine NTSC-Kamera nahm jedes Bild sechs Mal auf und erzeugte so die üblichen 525 Zeilen und 60 Halbbilder pro Sekunde. Dieses Signal wurde nach Houston übermittelt. Während die Kamera noch an der Mondfähre befestigt war, standen die Fernsehbilder auf dem Kopf. Durch einen Schalter konnten die Ablenkspulen im Monitor umgepolt werden, so dass das Bild um 180° gedreht wurde.
| \| Parkes \|                  |
| Lage von Parkes in Australien |
| Parkes                        |

#### Parkes-Observatorium
33° 0′ 0″ S, 148° 15′ 44″ O
Das Parkes-Radioteleskop hatte eine Parabolantenne mit 64 m Durchmesser, die nur um 60° zur Vertikalen geneigt werden konnte. Da der Ausstieg zeitlich vorgezogen worden war, sah es zuerst so aus, als ob der Spiegel die Signale gar nicht empfangen könnte, weil der Mond noch nicht hoch genug über dem Horizont stehen würde. Die Vorbereitungen der Astronauten zogen sich jedoch in die Länge, so dass zu Beginn der Übertragung ein Empfang über eine Nebenkeule der bis zum Anschlag geneigten Antenne möglich war. Für Probleme sorgten jedoch heftige Windböen mit Geschwindigkeiten von bis zu 110 km/h, die den an den Anschlag gelegten Spiegel erschütterten. Die Windlast betrug ungefähr das Zehnfache des Zulässigen. Nach einigen Minuten nahm der Wind ab, und der Mond stand so hoch, dass der Antennengewinn voll ausgenutzt werden konnte. Das Signal wurde von Parkes ohne Konvertierung oder Filterung über Richtfunk nach Sydney weitergeleitet, außerdem nach Honeysuckle Creek, wo die Telemetriedaten weitergeleitet werden sollten. Die Widrigkeiten der Übertragung aus Parkes werden amüsant in dem australischen Spielfilm The Dish nacherzählt.
| \| Honeysuckle Creek \|                  |
| Lage von Honeysuckle Creek in Australien |
| Honeysuckle Creek                        |

#### Honeysuckle Creek
35° 35′ 1″ S, 148° 58′ 36″ O
Die Antenne von Honeysuckle Creek hatte nur einen Durchmesser von 26 m. Auch hier wurde das empfangene Signal in den NTSC-Standard mit 60 Halbbildern pro Sekunde konvertiert und falls notwendig um 180° gedreht. Die Empfangsstation übermittelte das TV-Signal nach Paddington bei Sydney. Ursprünglich war die Tidbinbilla Tracking Station mit ihrer 26-Meter-Antenne vorgesehen, zusammen mit Parkes die Fernsehsignale vom Mond zu empfangen. Am 18. Juli, drei Tage vor der Mondlandung, brach dort jedoch ein Feuer aus und beschädigte die Geräte. Obwohl der Schaden nach 12 Stunden repariert war, verzichtete die NASA vorsichtshalber auf diese Station und wählte stattdessen Honeysuckle Creek. Tidbinbilla sollte dafür den Funkverkehr mit dem Mutterschiff Columbia übernehmen. Die Antenne von Tidbinbilla konnte aber problemlos sowohl das Mutterschiff als auch die Mondlandefähre empfangen. Inoffiziell wurde das Fernsehsignal von der Mondoberfläche in verfügbare Fernsehgeräte und sogar in ein Oszilloskop an der Konsole eingespeist.

#### Galerie Empfangsstationen
- Australian Broadcasting Corporation über die Rolle von Parkes und Honeysuckle Creek eine Woche vor der Mondlandung

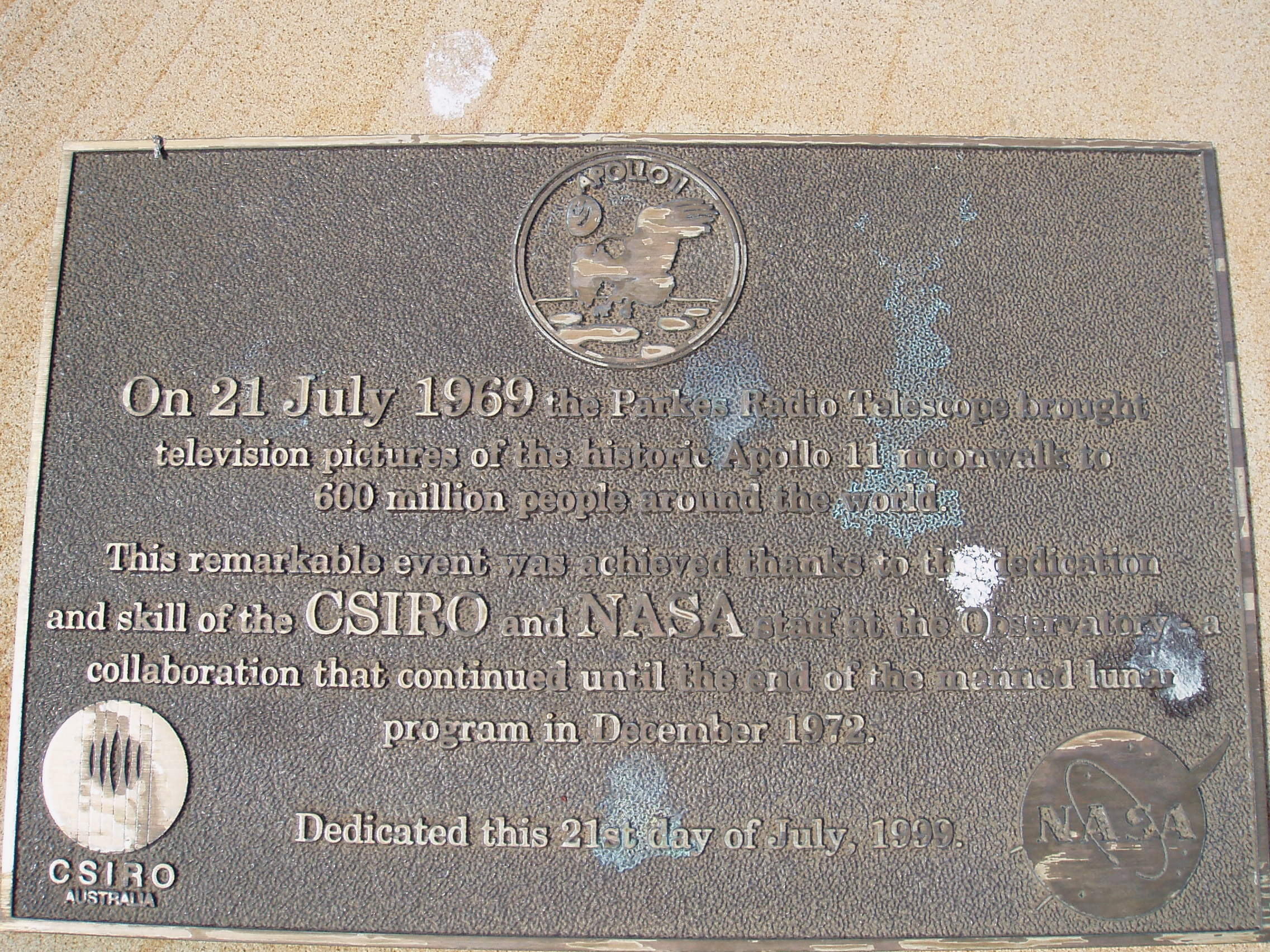
CSIRO- und NASA-Tafel in Parkes
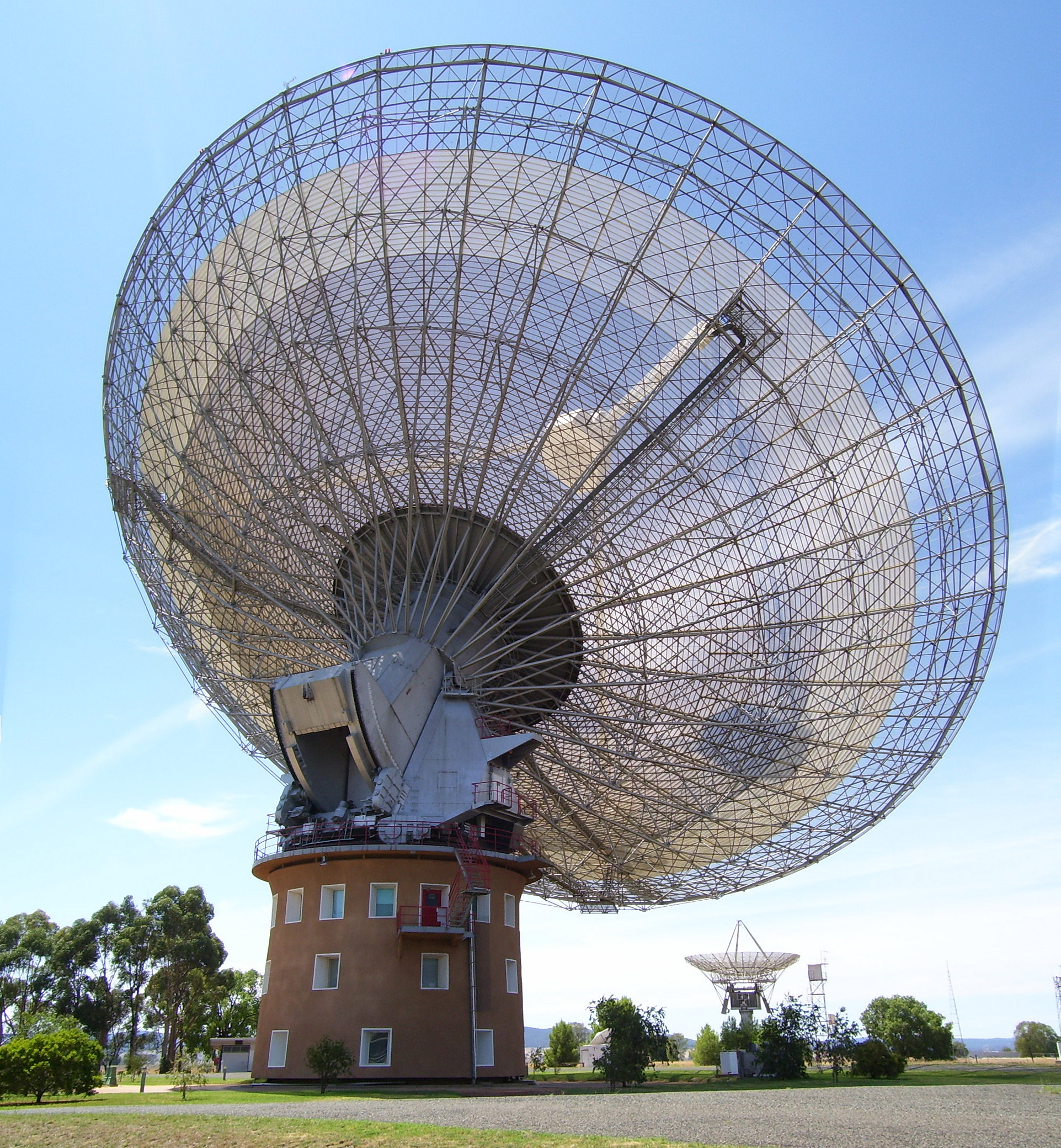
Das große Radioteleskop in Parkes, das 1961 errichtet wurde und bis heute im Einsatz ist

### Sydney-Video
Die Signale der beiden australischen Empfangsstationen Parkes und Honeysuckle Creek liefen bei der Overseas Telecommunications Commission (OTC) in Paddington bei Sydney zusammen, wobei aus dem Parkes-Signal noch die Telemetriedaten ausgefiltert werden mussten, um das TV-Signal in den amerikanischen NTSC-Standard zu konvertieren.
Der NASA-Techniker Charlie Goodman (Rufzeichen Sydney Video) wählte dort von beiden australischen Signalen das bessere aus und sendete es über die Satellitenstation Moree und den geostationären Satellit Intelsat 3 nach Houston. Außerdem wurde dieses Signal an das Gore-Hill-Studio des australischen Fernsehsenders ABC übertragen, wo es in den australischen Fernsehstandard mit 625 Zeilen und 50 Halbbildern pro Sekunde konvertiert und landesweit ausgestrahlt wurde.

### Houston
In Houston standen zwei NTSC-TV-Signale zur Verfügung: das aus dem kalifornischen Goldstone sowie das in Sydney ausgewählte australische Signal, das entweder aus Honeysuckle Creek oder Parkes stammte. Von Houston wurde das Signal an Fernsehsender weltweit weitergegeben.

### Aufbereitung für die Fernsehstationen
Im Laufe der zweieinhalbstündigen Übertragung vom Mond wurden Bilder von allen drei Empfangsstationen verwendet. Bei der Auswertung der Bilder lassen sich die Quellen durch Fehler in der Konvertierung gut unterscheiden. Bei Bildern von Goldstone erscheint ein kleiner weißer Fleck etwa in der Bildmitte. Bei Bildern von Parkes ist ein weißer Fleck nahe der rechten Kante sichtbar, die Bilder von Honeysuckle Creek sind ohne sichtbaren Fleck.
Die ersten Bilder während der Übertragung kamen aus Goldstone. Dort hatte man vergessen, den Schalter zur Drehung des Bildes zu betätigen und musste von Houston daran erinnert werden. Die Bilder hatten einen starken Kontrast, was möglicherweise durch den Einsatz eines Bandfilters bewirkt wurde. Während die Techniker versuchten, die Bildqualität zu verbessern, wurde das Bild kurzzeitig in der Helligkeit invertiert und erschien als Negativ. In späteren Zusammenfassungen wurde dieser Teil korrigiert, was dazu führt, dass der weiße Fleck, der erst in der Konvertierung entstand, in diesen Teilen als schwarzer Fleck erscheint.
In den ersten Minuten wurde mehrmals zwischen Goldstone und Honeysuckle Creek hin- und hergeschaltet, wobei beide Stationen nur ein mäßiges Bild lieferten: Goldstone hatte hohen Kontrast, Honeysuckle aufgrund der kleineren Antenne ein höheres Rauschen. Etwa 9 Minuten nach Beginn der Übertragung – Armstrong war zu dieser Zeit schon auf der Mondoberfläche – wurde auf das Bild aus Parkes geschaltet, das eine wesentlich bessere Qualität hatte. Bis zum Ende der Übertragung blieb Parkes weltweit auf Sendung.
Das TV-Signal enthielt nur Bildinformationen, keinen Ton. Der separat übertragene Audiokanal wurde stets von Goldstone übernommen.

## Berichterstattung
Die ersten Schritte auf dem Mond wurden in viele Länder live übertragen. In Amerika war es noch Sonntagabend, der 20. Juli (21:54 Uhr in Houston), in Europa Montag, der 21. Juli, mitten in der Nacht (03:54 Uhr in Mitteleuropa), in Australien Montagmittag (12:54 Uhr in Sydney).

### Australien
Da zwei der drei Bodenstationen in Australien lagen, war das australische Fernsehen nicht auf eine Schaltung nach Houston angewiesen, sondern konnte eines der beiden australischen Signale verwenden. Da die Übertragung über Satellit wegfiel, sahen die Fernsehzuschauer im Osten Australiens die Bilder etwa 0,3 Sekunden früher als die Zuschauer in den USA.
In Australien gab es zu dieser Zeit kein landesweites Richtfunknetz, so dass der Westen des Landes keine Liveübertragungen aus den anderen Landesteilen empfangen konnte. Dass die Mondlandung dennoch in Westaustralien gesendet wurde, verdankten die Zuschauer einer kurzfristig angesetzten Aktion:
Die Station Carnarvon wurde von der NASA dazu eingesetzt, Telemetriedaten der Mondfähre zu empfangen und über den geostationären Satelliten Intelsat 3 nach Houston zu senden. Hierzu wurde eine Antenne mit 13 Metern Größe auf den Satelliten gerichtet. Dieser Satellit übertrug aber auch die TV-Signale, die von Sydney nach Houston gesendet wurden, außerdem das Signal, das von Houston gesendet wurde. Zu dieser Zeit besaßen geostationäre Satelliten keine speziellen Ausleuchtungszonen, so dass die Programme überall empfangen werden konnten, wo Sichtverbindung zum Satelliten herrschte. Somit konnte in Carnarvon sowohl die australische als auch die internationale Version der Fernsehbilder empfangen werden.
Um die Bilder in das Fernsehnetz Westaustraliens einzuspeisen, war jedoch eine Leitung in das 900 km entfernte Perth notwendig. Zwar war erst kürzlich ein Koaxialkabel für einen künftigen Fernsehsender in Carnarvon gelegt worden, jedoch mussten alle Verstärker entlang der Strecke umgekehrt werden, weil das Signal nun nicht von Perth nach Carnarvon gesendet wurde, sondern in der umgekehrten Richtung. Zwei Techniker begannen mit dieser Arbeit am 16. Juli und beendeten sie am Sonntag, dem 20. Juli, dem Tag vor der Landung.
Die Übertragung von der Satellitenstation zur Telefonvermittlungsstelle, dem Endpunkt des Koaxialkabels, erfolgte über eine Richtfunkverbindung von 5 km. Dort wurde das Signal geteilt. Eine Leitung führte in ein Theater, wo ein US-kompatibler Fernseher auf die Bühne gestellt wurde, damit die Zuschauer mit Ferngläsern die Übertragung verfolgen konnten. Dies war die erste Fernsehsendung, die am Ort empfangen werden konnte. Die andere Leitung ging nach Perth, wo das amerikanische NTSC-Signal in die australische Fernsehnorm konvertiert und in das westaustralische Fernsehnetz eingespeist wurde.

### USA
Die drei großen US-Fernsehstationen ABC, CBS und NBC sendeten 31 Stunden ohne Unterbrechung.
Für CBS moderierten als Anchor Walter Cronkite, Nachrichtensprecher bei CBS News, und als Co-Anchor Walter Schirra. Cronkite ging mit seiner Moderation in die US-amerikanische TV-Geschichte ein, kritisierte sich selbst später jedoch dafür, dass er bei der Mondlandung nicht die richtigen journalistischen Worte gefunden hatte.

### Bundesrepublik Deutschland

#### ARD, WDR, ZDF
In der Bundesrepublik Deutschland war bei der ARD der WDR federführend für die Übertragung zuständig. Schon zu Beginn der Flüge zum Mond hatte man ein „Apollo Sonderstudio“ in Köln eingerichtet, in dem ein Außenmodell der Mondfähre im Maßstab 1:10 und viel Anschauungsmaterial stand. Für die Mondlandung wurde zudem ein halboffener detailgetreuer Nachbau der Mondlandefähre im Studio platziert, in welchem der Weltraumpublizist Rudolf Brock aus Düsseldorf und der Kölner Sportstudent Arno von der Weppen die Landung für die Zuschauer detailgetreu und nahezu analog zum Geschehen auf dem Mond nachspielten. Nahezu das gesamte Fernsehprogramm wurde im Umfeld gestrichen und man sendete 28 Stunden lang. Ein Zusammenschnitt wurde mehrfach, zuletzt anlässlich des fünfzigsten Jahrestages der Landung gesendet.
Der Leiter der Wissenschaftsredaktion Günter Siefarth übersetzte und kommentierte zusammen mit USA-Korrespondent Hans Heine und Raumfahrtjournalist Anatol Johansen die Live-Übertragung aus Houston. Von dort war der NASA-Korrespondent Werner Büdeler zugeschaltet. Man nutzte hier die seinerzeit neuere Satellitentechnik, die erst seit Kurzem Live-Schaltungen aus Übersee ermöglichte. Russland-Korrespondent Lothar Loewe beobachtete insbesondere die Mission der in einer Mondumlaufbahn operierenden russischen Sonde Luna 15, die schlussendlich bei einem Landeversuch einen Tag später auf dem Mond zerschellte.
Die Zuschauer hatten die Möglichkeit, per Telefon und Fernschreiber Fragen zu stellen. Hierzu hatte man ein Team von acht Experten ins Studio eingeladen, die unter der Moderation von Ernst von Khuon diese Fragen beantworteten. Das Team bestand aus:
- Günter Dieter Roth, Amateur-Astronom und Gründer der Vereinigung der Sternfreunde e. V.
- Winfried Petri,[10][11] dozierender Astronom an der Universität München
- Reimar Lüst, Leiter des Max-Planck-Institut für extraterrestrische Physik
- Heinrich Wänke vom Max-Planck-Institut für Chemie, der später 100 Gramm Mondgestein erhielt und untersuchte
- Philipp Hartl, Leiter des Instituts für Satellitentechnik, heute Institut für Kommunikation und Navigation des Deutschen Zentrums für Luft- und Raumfahrt[12]
- Emil Heinz Graul,[13] Weltraummediziner und Strahlenbiologe an der Universität Marburg
- Heinz Hermann Koelle aus dem Team von Wernher von Braun, Leiter des Lehrstuhls für Raumfahrttechnik der Technischen Universität Berlin
- Harry O. Ruppe aus dem Team von Wernher von Braun, Leiter des Lehrstuhls für Raumfahrttechnik der Technischen Hochschule München

Die Sondersendung des ZDF wurde von Heinrich Schiemann, Werner Stratenschulte und Friedrich Müller moderiert. Mangels Archivierung wurde eine private Tonaufzeichnung mit dem von der NASA verbreiteten Bild vom Mond synchronisiert und bei Youtube veröffentlicht. Am 21. Juli 1969 um 03:56 Uhr deutscher Zeit sprach Neil Armstrong seine berühmten Worte. Viele Bundesbürger verfolgten die Landung auch im Radio.

„Eine neue Phase der Weltraumfahrt hatte begonnen; mit ihr feierte das Fernsehen seinen großen Triumph. Amerikas Fernsehtechniker natürlich an erster Stelle. Aber die Leistungen der beiden deutschen Programme waren ihrem Einsatz angemessen. Ein Mammutprogramm lief ab, exzellent vorbereitet für die ARD von Dr. Günter Siefarth, für das ZDF von Heinrich Schiemann.“

Alljährlich wird die damalige Sondersendung von ARD/WDR im Rahmen der Space Night vom BR Fernsehen bzw. ARD alpha wiederholt.

#### US-Streitkräfte in Deutschland
Die US-Luftwaffe verfügte in Deutschland mit dem Air Force Television (AFTV) über ein eigenes Fernsehnetz, jedoch über keine Satellitenstation, so dass eine Live-Übernahme eines US-Programms nicht möglich war. Angedacht war, das Bild der deutschen Sender zu verwenden und den englischen Kommentar über Kurzwelle aus den USA zu übernehmen, was jedoch qualitativ nicht befriedigend gewesen wäre.

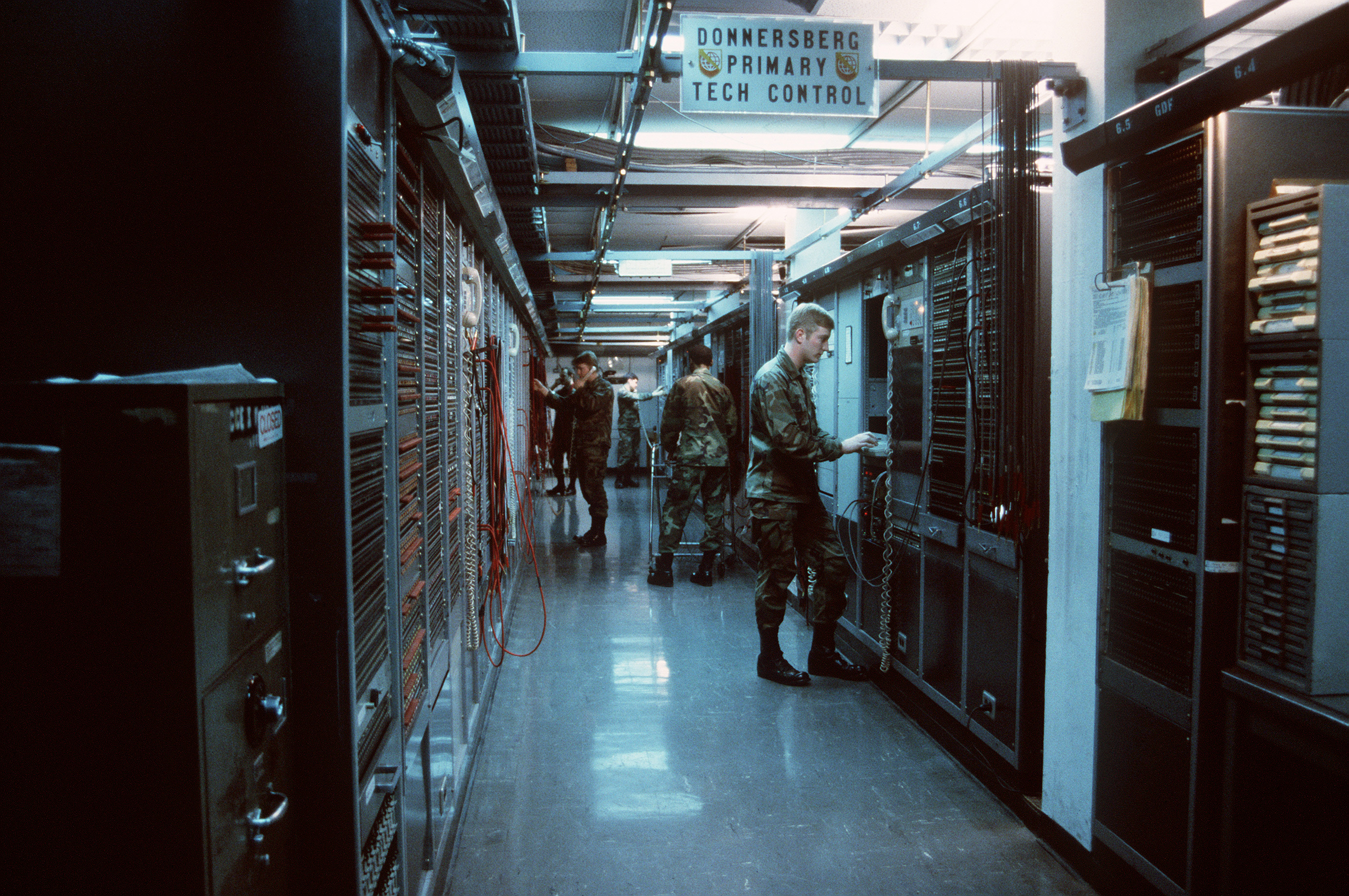
Die Defense Communications Station in Donnersberg, 1986

Lieutenant Tom Scanlan, der Leiter des militärischen Fernsehstudios der Spangdahlem Air Base, war im Zivilberuf Sendetechniker und hatte bereits Kontakte mit ARD und ZDF geknüpft. Er erfuhr, dass der Sender Donnersberg in der Nähe von Kaiserslautern als Richtfunk-Umsetzer das Eurovisions-Rohsignal transportieren würde. Von der Eurovision erhielt er die Erlaubnis, das Signal kostenlos abzugreifen. Eine mobile Richtfunkstrecke der Deutschen Bundespost übertrug das Signal von Donnersberg in die nahegelegene Ramstein Air Base, wo es über den AFTV-Fernsehsender ausgestrahlt wurde. Ebenfalls auf Sendung waren ein Umsetzer der Wiesbaden Air Base und der Sender in Spangdahlem, der über eine neue Richtfunkstrecke der US-Streitkräfte angebunden war. Somit konnten die Amerikaner die Sondersendungen von ABC, NBC und CBS empfangen. Dies war das erste Mal, dass AFTV ein externes Fernsehsignal live übernahm.
Scanlan hatte dabei ohne Genehmigung seiner Vorgesetzten gehandelt. Die Mietkosten für die Richtfunkausrüstung der Bundespost hatte er durch Werbespots für lokale Clubs finanziert, die in Sendepausen eingespielt wurden.

### Deutsche Demokratische Republik
Das DDR-Fernsehen berichtete am Abend vor der Landung ebenfalls live von dem Geschehen, beendete das Programm aber vor den entscheidenden Ereignissen und strahlte nachts nur noch das damals übliche Testbild aus. Den meisten DDR-Bürgern war es jedoch möglich, die Übertragungen des Westfernsehens zu verfolgen. Genaue Zuschauerzahlen sind aber nicht bekannt.

### Österreich
Der ORF berichtete in einer 28 Stunden und 28 Minuten dauernden Live-Sendung über den Flug von Apollo 11 und die Mondlandung. Kommentiert wurde die Sendung von Peter Nidetzky, Herbert Pichler und Hugo Portisch. Als Dolmetscher waren Ingrid Kurz und Erich Simak im Einsatz. Die Aufnahmen wurden inzwischen gelöscht. 19 Minuten sind jedoch erhalten geblieben, die in der ORF-TVthek abrufbar sind.

### Schweiz
Die Sondersendung des Schweizer Fernsehens mit etwa einer Million Zuschauern moderierte Charles Raedersdorf gemeinsam mit dem erst 25-jährigen Mathematiker Bruno Stanek als Experte. Die Aufzeichnung der Sondersendung wurde später aus Kostengründen mit neuem Material überspielt.

### Frankreich
In Frankreich wurde die Mondlandung im ersten Programm des ORTF übertragen. Unter dem Namen Radio Terre wurde eine 30-stündige Live-Sendung übertragen, die von Michel Forgit aus Houston und Jean-Claude Bourret in Paris moderiert wurde.

### Großbritannien
Alle drei britischen Fernsehprogramme (BBC1, BBC2 und ITV) berichteten ausführlich über die Mondlandung. Erstmals in der Geschichte des britischen Fernsehens wurde auch nachts gesendet.
Die Sondersendungen der BBC wurden in den Lime-Grove-Studios in London in Farbe aufgenommen. Ausgestrahlt wurden sie über BBC1 in Schwarz-Weiß, über BBC2 in Farbe. Die Moderatoren waren Cliff Michelmore, James Burke und Patrick Moore. Die Aufnahmen sind heute nicht mehr vorhanden.
Beim Privatsender ITV grenzte man sich bewusst von der BBC ab und produzierte in der Nacht eine Diskussions- und Unterhaltungsshow mit Gästen aus Wissenschaft und Showbusiness. Durch die 16 Stunden lange Sendung führten Alastair Burnet und die wissenschaftlichen Mitarbeiter Peter Fairley und Paul Haney.

### Neuseeland
Neuseeland verfügte 1969 noch über keine Satellitenstation, so dass Liveübertragungen aus anderen Ländern nicht möglich waren. Um dennoch die Mondlandung in den Abendnachrichten zeigen zu können, wurde ein Film von Australien nach Neuseeland geflogen. Noch während die Astronauten auf der Mondoberfläche waren, wurde ein 40-minütiger Film in den Gore-Hill-Studios des australischen Fernsehens ABC kopiert. Ein Canberra-Bomber der neuseeländischen Luftwaffe flog ihn vom Kingsford Smith International Airport in 2,5 Stunden nach Wellington, wo er um 19 Uhr Ortszeit ankam. Die Zollformalitäten waren vorab auf ein Minimum beschränkt worden, so dass der Film sofort in die Studios der New Zealand Broadcasting Corporation (NZBC) gefahren werden konnte, wo er in den Abendnachrichten um 19:30 Uhr ausgestrahlt wurde, nur 4,5 Stunden nach dem Ereignis.

### Sowjetunion
In der Sowjetunion wurde die Mondlandung nicht live im Fernsehen gezeigt, jedoch wurden im Laufe des 21. Juli Aufzeichnungen ausgestrahlt.